# Amerosedum
Amerosedum là một chi thực vật có hoa trong họ Crassulaceae.